# Mästerskapet
Mästerskapet (engelska: X+Y, men släppt i USA som A Brilliant Young Mind) är en brittisk dramafilm från 2014.

## Handling
Filmen handlar om en autistisk pojke som älskar matematik. Han får en plats i det brittiska laget till Matematikolympiaden, men kämpar ständigt med det sociala samspelet.

## Roller
- Asa Butterfield som Nathan Ellis
- Rafe Spall som Martin Humphreys
- Sally Hawkins som Julie Ellis
- Eddie Marsan som Richard
- Jo Yang som Zhang Mei
- Jake Davies som Luke Shelton
- Alexa Davies som Rebecca
- Martin McCann som Michael Ellis
- Alex Lawther som Isaac Cooper